# Кукула, Генрик
Генрик Кукула (пол. Henryk Kukuła; род. 17 февраля 1966, Хожув) — польский серийный убийца и педофил. С сентября 1980 года по июль 1990 года он изнасиловал и убил четверых детей — трех мальчиков и девочку.

## Биография
Генрик Кукула родился в 1966 году в Хожуве. С раннего возраста у него были проблемы с образованием, и он был агрессивен со своими сверстниками. Он лечился в психиатрической клинике, но его мать разрешила ему прекратить прием прописанных лекарств. Год спустя, когда ему было 14 лет, он убил пятилетнюю девочку и надругался над трупом.
Молодой убийца был помещен в воспитательное учреждение в Крупском Млыне. Во время пребывания в центре он забил до смерти девятилетнего сына воспитателя, после чего изнасиловал труп. За это преступление он был приговорен к 15 годам лишения свободы, и сам был изнасилован в тюрьме другими заключенными. По амнистии в декабре 1989 года срок был сокращен до 10 лет. В апреле 1990 года Кукула вышел из тюрьмы, а в июле того же года изнасиловал и убил двух братьев в Руде-Слёнской. За это преступление он был приговорен к 25 годам лишения свободы. Ему также дали дополнительные 3 года и 9 месяцев, которые оставалось отбыть по предыдущему приговору. Он получил дополнительный год лишения свободы за нападение на тюремного охранника. Его приговор истек в 2020 году, но он остается под стражей.